# Molí dels Bessons
El Molí dels Bessons és un edifici del municipi de Torrelles de Foix (Alt Penedès) que forma part de l'Inventari del Patrimoni Arquitectònic de Catalunya.

## Descripció
És una masia formada per planta baixa, pis i golfes, amb teulada a dues vessants i terrat superior incorporat posteriorment a una d'elles amb torratxa i balustrades. Presenta un portal d'arc de mig punt adovellat amb la inscripció: "Ave Maria".
A l'interior es conserven grans arcs de punt d'ametlla, de carreus de pedra tallada al celler, on el sostre està format per voltes de maó de pla entre ells, i al pis principal. A la façana lateral n'hi ha un altre on estava col·locada una roda de molí, al costat d'una gran bassa (desapareguda) que recollia les aigües de la riera de Pontons. Baluard i edificis agrícoles annexos.

## Història
Segons testimoni verbal dels propietaris, es pot assegurar que és anterior al segle xviii i que segurament va pertànyer als monjos de Marmellar. L'any 1866, amb la crisi de la fil·loxera, el propietari va fundar un molí fariner aprofitant l'aigua de la riera de Pontons. L'edifici ha sofert reformes en diferents èpoques.